# 파코 헤메스
프란시스코 헤메스 마르틴(스페인어: Francisco Jémez Martín, 1970년 4월 18일, 카나리아 제도 라스 팔마스 ~)은 선수시절에 흔히 파코 헤메스(스페인어: Paco Jémez)로 알려진 스페인의 전 축구 선수이자 감독으로, 현역 선수 시절 중앙 수비수를 맡았었다.
11시즌에 걸쳐, 그는 세 구단 소속으로 269번의 라 리가 경기에 출전했는데, 그가 주로 활약했던 곳은 데포르티보와 사라고사였다. 그는 UEFA 유로 2000에서 스페인 국가대표팀 일원으로 참가한 적도 있다.
파코는 2007년에 감독으로 전향하여 몇몇 구단의 사령탑을 맡았다.

## 선수 경력

### 클럽
파코는 카나리아 제도 라스 팔마스 출신이다. 현역 시절, 그는 코르도바, 무르시아, 라요 바예카노(여기서 라 리가 무대 신고식을 치르고, 그 시즌 38경기를 모두 소화했다), 데포르티보(처음 두 시즌 동안 10경기 출장에 그쳤는데, 당시 구단은 2년 연속 준우승을 거두었고, 이후 시즌에는 주전으로 도약했다), 그리고 사라고사에서 활약하였고, 이 중 사라고사에서는 2000-01 시즌에 코파 델 레이 우승을 거두었다. 2004년 1월부터 6월까지, 그는 당시 세군다 디비시온에 있던 라요 바예카노에 복귀해 활약했다.
이후 1년 동안 축구계에서 잠적했던 파코는, 4부 리그의 루고에서 현장에 복귀하였으나, 얼마 지나지 않아 35세의 나이로 은퇴를 선언했다.

### 국가대표팀
거의 3년 가까이, 파코는 스페인 국가대표팀 경기에 21번 출전했다. 그의 첫 국가대표팀 경기는 그라나다에서 벌어진 러시아와의 1998년 9월 23일 친선경기로, 나중에 UEFA 유로 2000에 참가하였는데, 스페인이 8강에서 탈락한 이 대회에서 3경기 출전했다.

## 감독 경력

### 스페인
헤메스는 2007년에 감독일을 시작했는데, 처음 지휘봉을 잡은 곳은 하부 리그의 알칼라였다. 그는 그 다음 시즌에 2부 리그의 코르도바 사령탑을 맡았지만, 11경기를 남겨놓고 해고 통지서를 받았다.
2009년 초, 헤메스는 카르타헤나와 계약했고, 헤메스 감독이 지휘하는 무르시아 연고 구단은 사상 첫 2부 리그 승격을 이룩하였다. 시즌 종료 후, 그는 7월에 카르타헤나를 떠났다.
2010년 4월 12일, 세르기예 크레시치를 경질한 라스 팔마스는 2부 리그 하위권을 맴도는 구단을 이끌 신임 감독으로 헤메스를 내정했다. 이후, 헤메스는 리그를 17위로 마감하여 고향 구단이 안전하게 강등권에서 벗어나도록 도왔으나, 그 다음 시즌 중인 2011년 2월 27일에 해임되었다.
코르도바를 2부 리그 플레이오프전 1라운드까지 이끈 후, 헤메스는 선수 시절 활약했던 라요 바예카노 감독으로 2012년 6월 22일에 취임했다. 임기 첫 해에 1부 리그에서 구단 역대 최고 성적인 8위의 성적을 낸 후, 그는 계약을 2015년 6월까지 연장하였다.
2016년 5월 26일, 라요 바예카노가 1부 리그에서 강등되면서, 헤메스는 새 계약에 합의를 보지 못하였고, 6월 20일에 그라나다로 이적하였다. 그러나, 9월 28일, 그는 불과 6경기를 지휘하고, 무승으로 70년 만에 최악의 시작을 끊어 경질되었다.

### 멕시코
2016년 11월 28일, 헤메스는 멕시코 리가 MX의 크루스 아술 신임 감독이 되었다. 그는 크루스 아술이 3년 만에 처음으로 플레이오프전에 진출하도록 도왔다. 이듬해 11월 27일, 그는 계약을 연장하지 않으면서 멕시코를 떠났다.

### 스페인 무대 복귀
헤메스는 2017년 12월 21일에 라스 팔마스 감독이 되면서 이 시즌만 놓고 보았을 때 구단의 세 번째 감독이 되었다. 그는 2019년 3월 말에 미첼이 7경기 연속 패배로 이틀 전에 경질된 라요 바예카노의 감독을 다시 맡았는데, 당시 1부 리그에서 강등될 위기에 있었다. 계약 기간은 2020년 6월까지로 합의되었다.

## 사생활
헤메스의 부친 프란시스코 크레스포 아길라르(1929-2018, 예명 루카스 데 에시하)는 플라멩코 가수로, 음반 둘을 냈다. 그의 아들은 골프를 하는데 1.4 핸디캡이다.

## 감독 통계
2020년 7월 20일 기준
| 구단          | 국가   | 취임             | 해임             | 기록 | 기록 | 기록 | 기록 | 기록 | 기록 | 기록 | 기록  | 주     |
| 구단          | 국가   | 취임             | 해임             | 전   | 승   | 무   | 패   | 득   | 실   | 차   | 율 %  | 주     |
| ------------- | ------ | ---------------- | ---------------- | ---- | ---- | ---- | ---- | ---- | ---- | ---- | ----- | ------ |
| 알칼라        | 스페인 | 2007년 3월 25일  | 2007년 6월 28일  | 12   | 5    | 4    | 3    | 21   | 11   | +10  | 41.67 | [ 25 ] |
| 코르도바      | 스페인 | 2007년 6월 28일  | 2008년 3월 31일  | 32   | 7    | 15   | 10   | 40   | 46   | −6   | 21.88 | [ 26 ] |
| 카르타헤나    | 스페인 | 2009년 2월 3일   | 2009년 7월 1일   | 19   | 9    | 7    | 3    | 33   | 16   | +17  | 47.37 | [ 27 ] |
| 라스 팔마스   | 스페인 | 2010년 4월 12일  | 2011년 2월 27일  | 37   | 9    | 13   | 15   | 52   | 69   | −17  | 24.32 | [ 28 ] |
| 코르도바      | 스페인 | 2011년 6월 8일   | 2012년 6월 13일  | 50   | 23   | 13   | 14   | 60   | 54   | +6   | 46.00 | [ 29 ] |
| 라요 바예카노 | 스페인 | 2012년 6월 22일  | 2016년 5월 26일  | 164  | 55   | 29   | 80   | 206  | 303  | −97  | 33.54 | [ 30 ] |
| 그라나다      | 스페인 | 2016년 6월 20일  | 2016년 9월 28일  | 6    | 0    | 2    | 4    | 7    | 15   | −8   | 0.00  | [ 31 ] |
| 크루스 아술   | 멕시코 | 2016년 11월 28일 | 2017년 11월 27일 | 48   | 17   | 18   | 13   | 56   | 52   | +4   | 35.42 | [ 32 ] |
| 라스 팔마스   | 스페인 | 2017년 12월 21일 | 2018년 5월 25일  | 23   | 2    | 6    | 15   | 12   | 41   | −29  | 8.70  | [ 33 ] |
| 라요 바예카노 | 스페인 | 2019년 3월 20일  | 2020년 8월 5일   | 56   | 17   | 25   | 14   | 76   | 73   | +3   | 30.36 | [ 34 ] |
| 합계          | 합계   | 합계             | 합계             | 447  | 144  | 132  | 171  | 563  | 680  | −117 | 32.21 | —      |

## 수상

### 선수
데포르티보
- 수페르코파 데 에스파냐: 1995

사라고사
- 코파 델 레이: 2000–01[2]

### 감독
카르타헤나
- 세군다 디비시온 B: 2008–09